# Babe Ruth Award
Babe Ruth Award – nagroda nadawana corocznie w Major League Baseball, dla najlepszego zawodnika w play-offach (postseason). Ufundowana została przez nowojorski oddział dziennikarzy baseballowych (Baseball Writers' Association of America – BBWAA) w hołdzie Babe Ruthowi. Po raz pierwszy przyznano ją w 1949, rok po śmierci Rutha i do 2002 otrzymywał ją najbardziej wartościowy zawodnik World Series, wybierany przez Baseball Writers' Association of America. Rok później BBWAA zmieniło reguły i postanowiło przyznawać Babe Ruth Award najlepszemu zawodnikowi całego postseason.

## Zwycięzcy

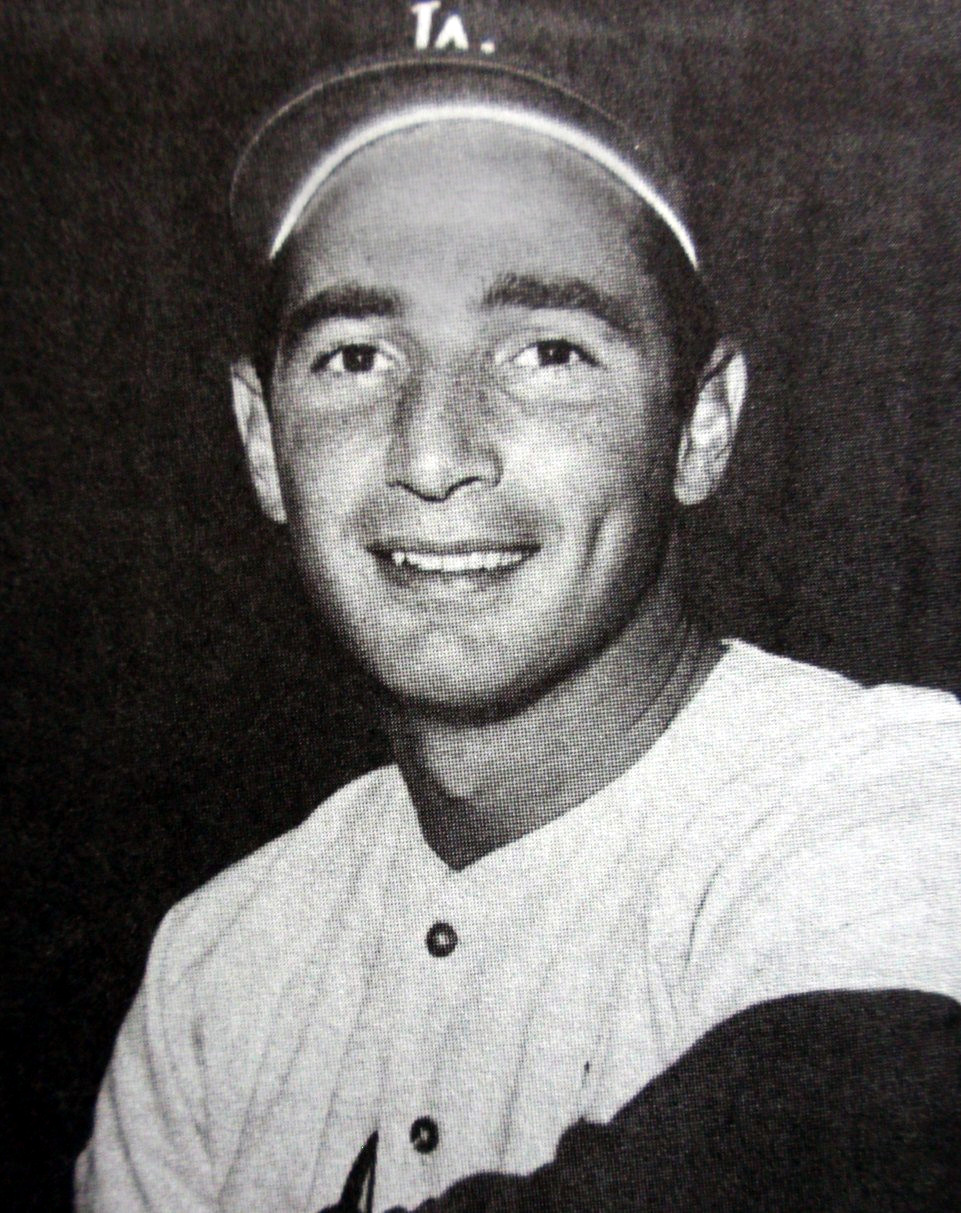
Sandy Koufax – dwukrotny zdobywca nagrody.

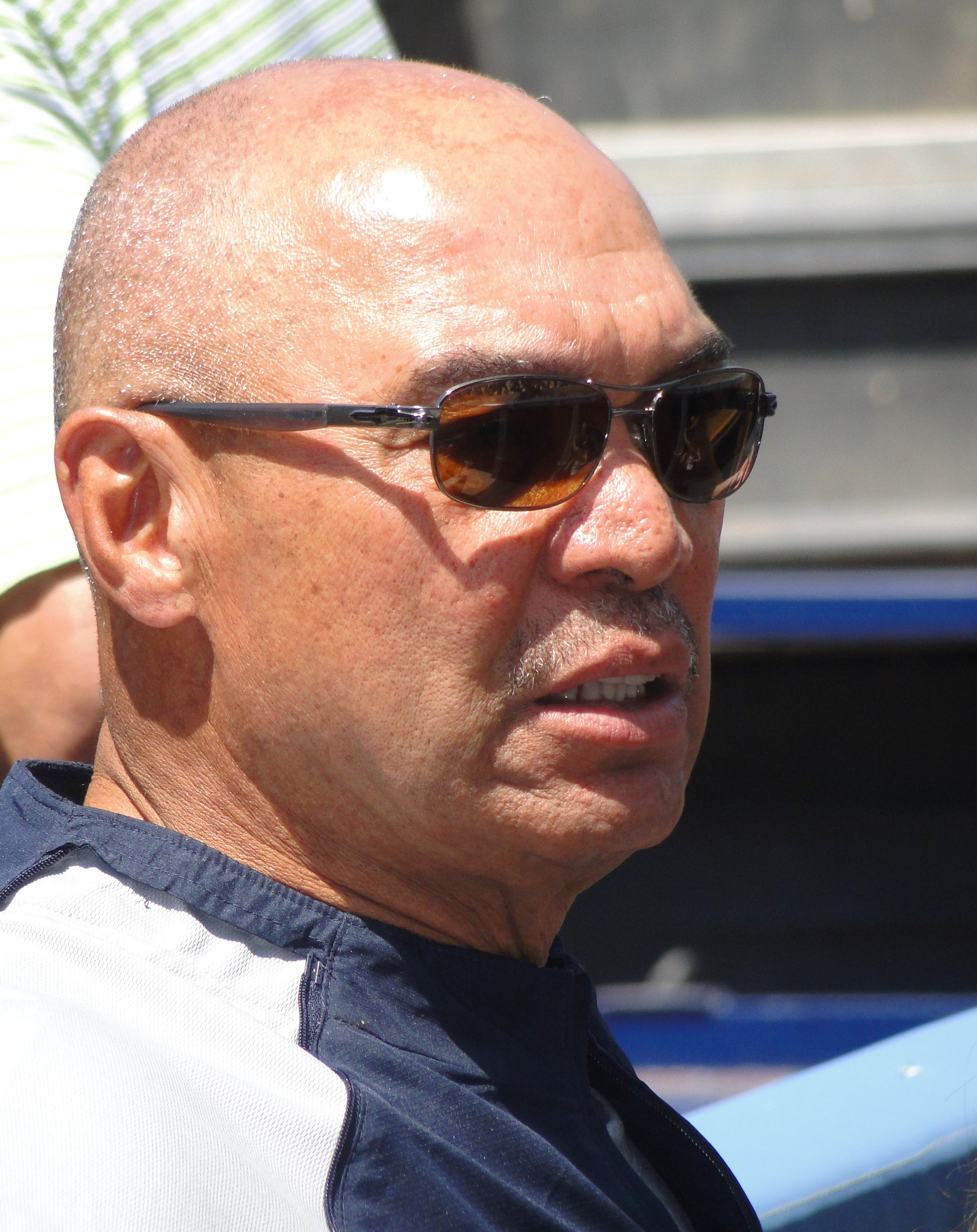
Reggie Jackson nagrodzony w 1977.

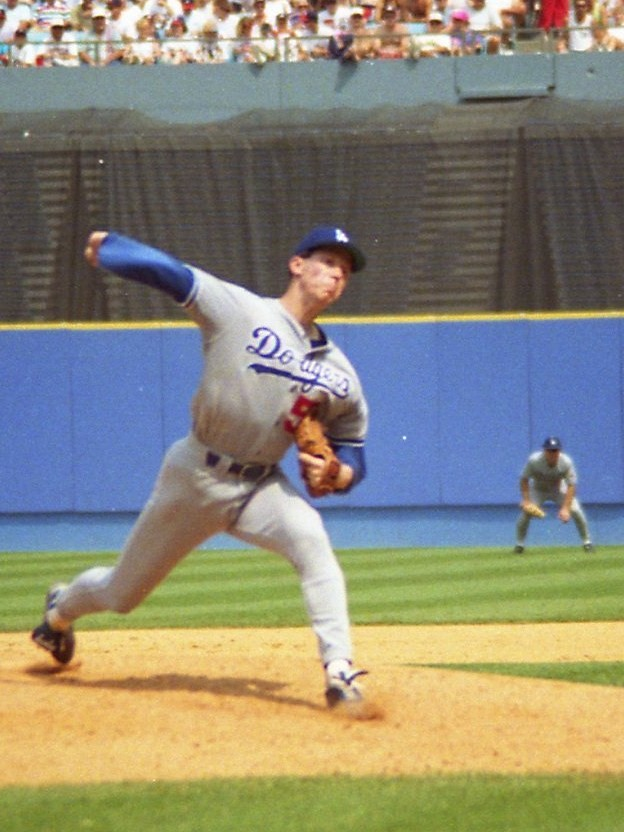
Orel Hershiser zdobywca Babe Ruth Award w 1988.

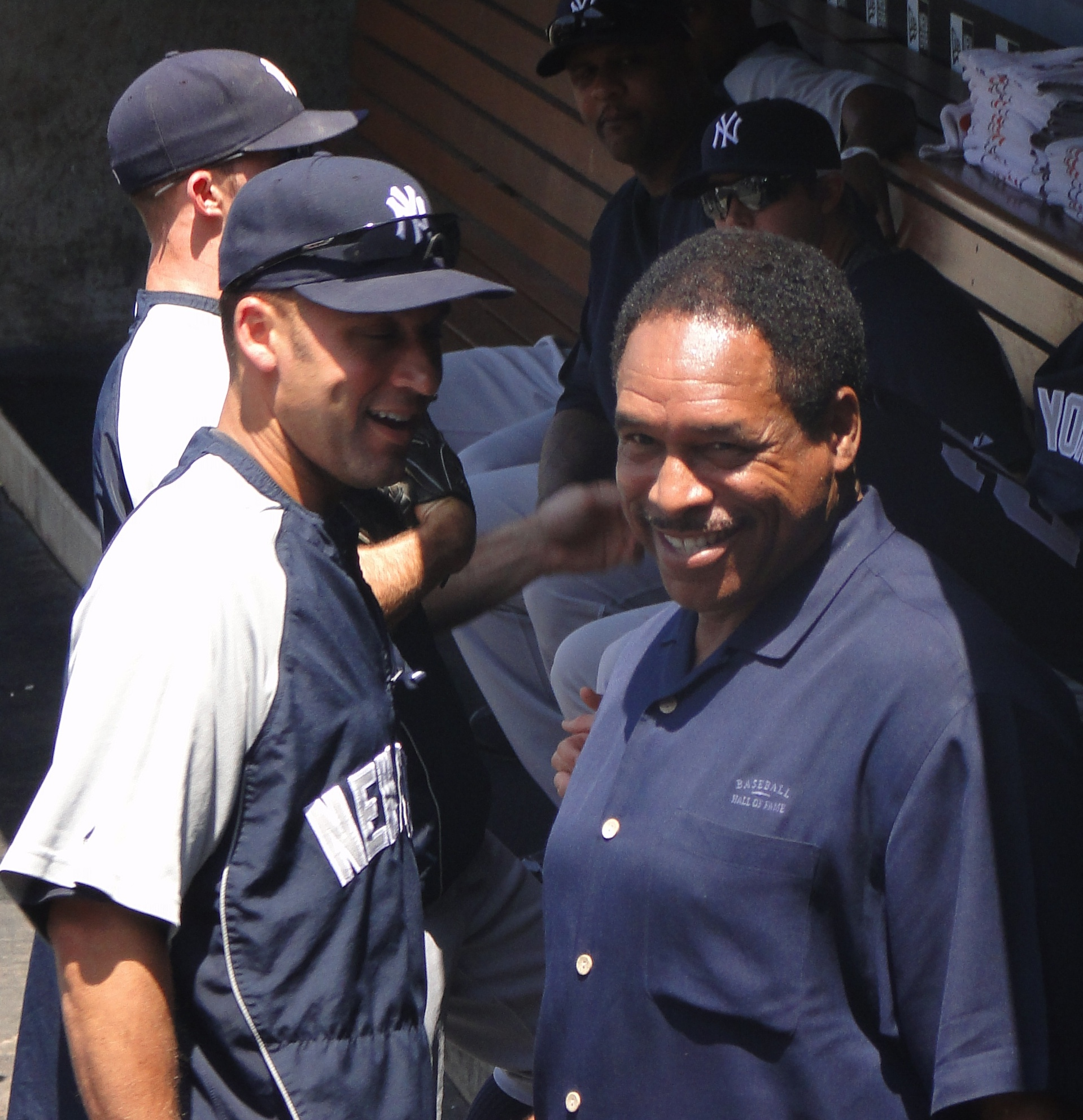
Derek Jeter (z lewej) został nagrodzony w 2000 roku, zaś Dave Winfield (z prawej) w 1992.

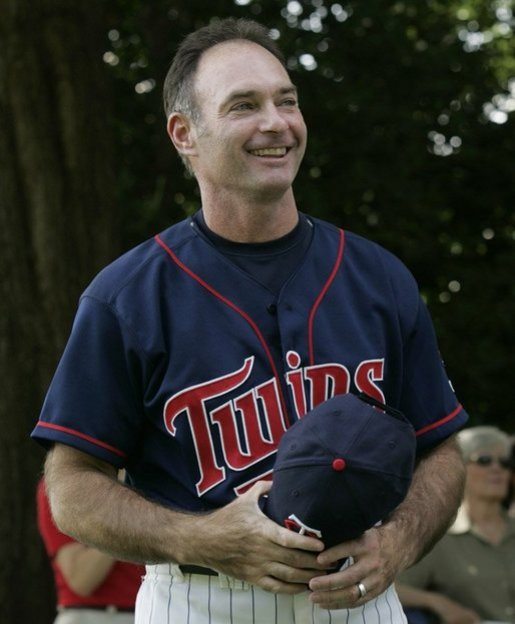
Paul Molitor – zdobywca nagrody w 1993.

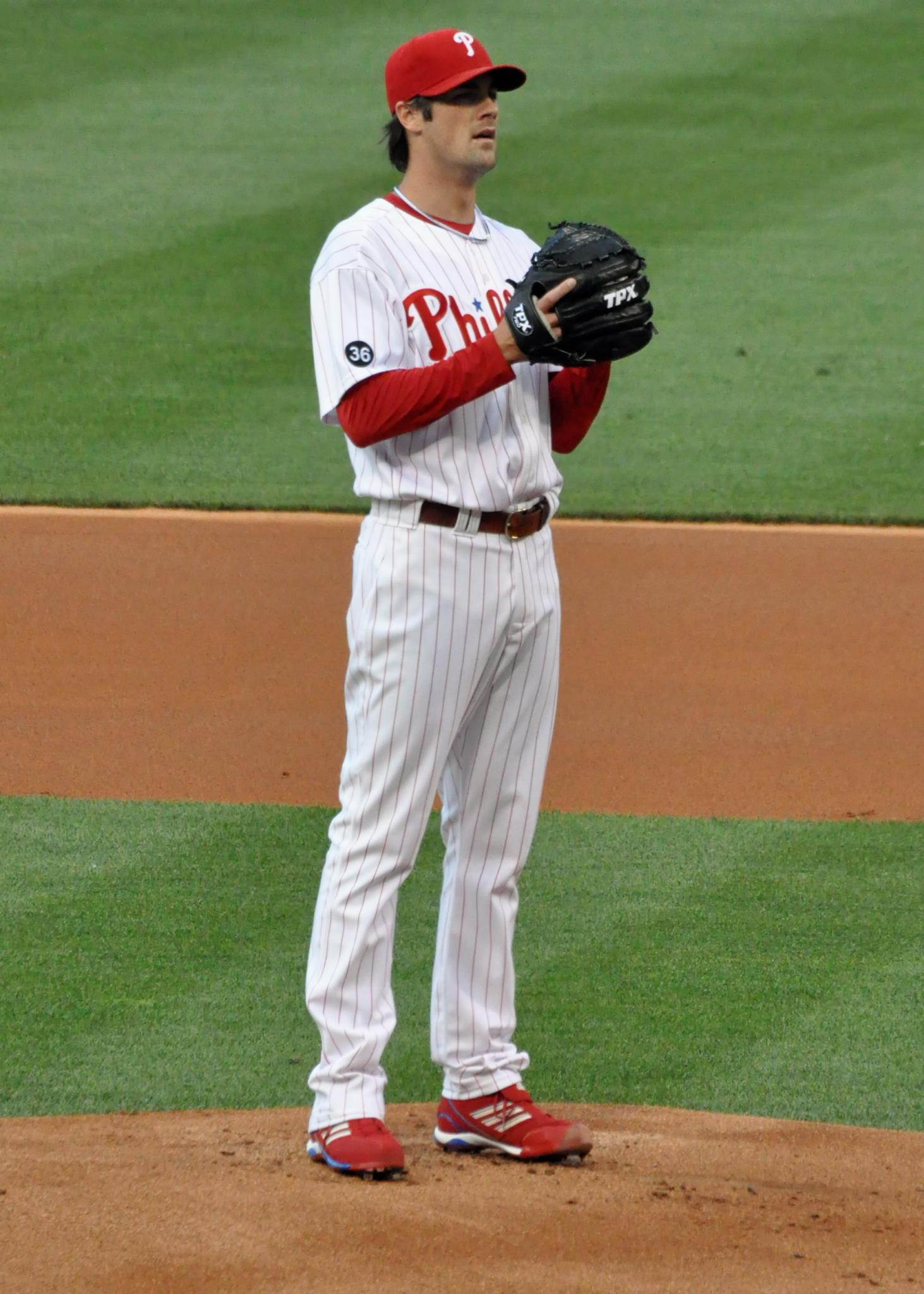
Cole Hamels został nagrodzony w 2008 roku.

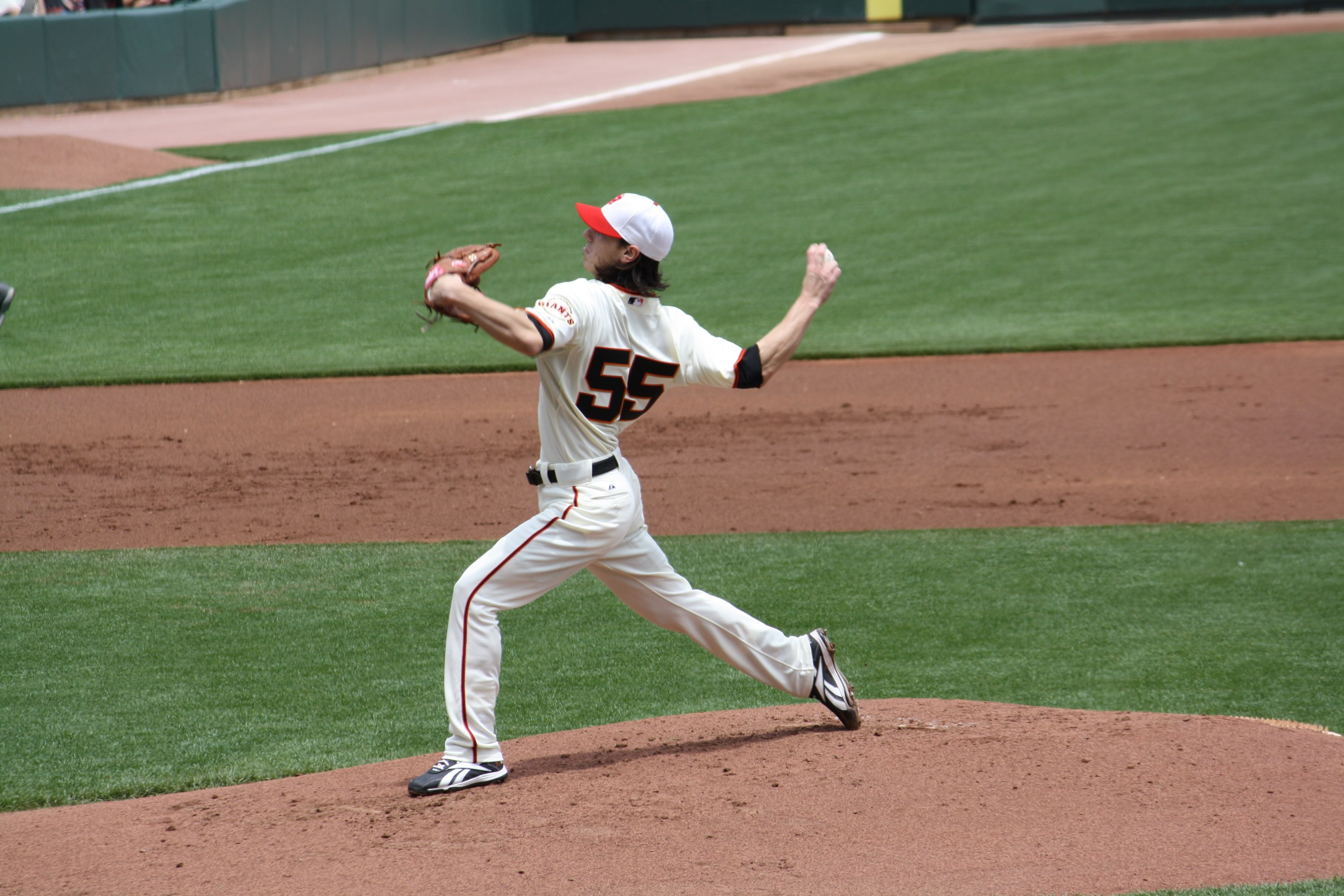
Tim Lincecum nagrodzony w 2010.

| Rok     | Zawodnik                                                | Klub                                                    | Pozycja                                                 | Źródło                                                  |
| ------- | ------------------------------------------------------- | ------------------------------------------------------- | ------------------------------------------------------- | ------------------------------------------------------- |
| 1949    | Joe Page                                                | New York Yankees                                        | miotacz                                                 | [ 2 ] [ 3 ]                                             |
| 1950    | Jerry Coleman                                           | New York Yankees                                        | drugobazowy                                             | [ 4 ] [ 5 ]                                             |
| 1951    | Phil Rizzuto *                                          | New York Yankees                                        | łącznik                                                 | [ 6 ] [ 7 ]                                             |
| 1952    | Johnny Mize *                                           | New York Yankees                                        | pierwszobazowy                                          | [ 4 ] [ 8 ]                                             |
| 1953    | Billy Martin                                            | New York Yankees                                        | drugobazowy                                             | [ 9 ] [ 10 ]                                            |
| 1954    | Dusty Rhodes                                            | New York Giants                                         | zapolowy                                                | [ 11 ] [ 12 ]                                           |
| 1955    | Johnny Podres                                           | Brooklyn Dodgers                                        | miotacz                                                 | [ 13 ]                                                  |
| 1956    | Don Larsen                                              | New York Yankees                                        | miotacz                                                 | [ 4 ] [ 14 ]                                            |
| 1957    | Lew Burdette                                            | Milwaukee Braves                                        | miotacz                                                 | [ 15 ]                                                  |
| 1958 ** | Elston Howard                                           | New York Yankees                                        | łapacz                                                  | [ 16 ] [ 17 ]                                           |
| 1959    | Larry Sherry                                            | Los Angeles Dodgers                                     | miotacz                                                 | [ 18 ] [ 19 ]                                           |
| 1960 ** | Bill Mazeroski *                                        | Pittsburgh Pirates                                      | drugobazowy                                             | [ 20 ] [ 21 ]                                           |
| 1961    | Whitey Ford *                                           | New York Yankees                                        | miotacz                                                 | [ 22 ]                                                  |
| 1962    | Ralph Terry                                             | New York Yankees                                        | miotacz                                                 | [ 4 ] [ 23 ]                                            |
| 1963    | Sandy Koufax *                                          | Los Angeles Dodgers                                     | miotacz                                                 | [ 24 ] [ 25 ]                                           |
| 1964    | Bob Gibson *                                            | St. Louis Cardinals                                     | miotacz                                                 | [ 4 ] [ 26 ]                                            |
| 1965    | Sandy Koufax * (2)                                      | Los Angeles Dodgers                                     | miotacz                                                 | [ 27 ] [ 28 ]                                           |
| 1966    | Frank Robinson *                                        | Baltimore Orioles                                       | zapolowy                                                | [ 29 ] [ 30 ]                                           |
| 1967 ** | Lou Brock *                                             | St. Louis Cardinals                                     | zapolowy                                                | [ 31 ] [ 32 ]                                           |
| 1968    | Mickey Lolich                                           | Detroit Tigers                                          | miotacz                                                 | [ 4 ] [ 33 ]                                            |
| 1969 ** | Al Weis                                                 | New York Mets                                           | drugobazowy                                             | [ 34 ]                                                  |
| 1970    | Brooks Robinson *                                       | Baltimore Orioles                                       | trzeciobazowy                                           | [ 35 ] [ 36 ]                                           |
| 1971    | Roberto Clemente *                                      | Pittsburgh Pirates                                      | zapolowy                                                | [ 37 ] [ 38 ]                                           |
| 1972    | Gene Tenace                                             | Oakland Athletics                                       | łapacz                                                  | [ 39 ]                                                  |
| 1973 ** | Bert Campaneris                                         | Oakland Athletics                                       | łącznik                                                 | [ 40 ]                                                  |
| 1974 ** | Dick Green                                              | Oakland Athletics                                       | drugobazowy                                             | [ 41 ] [ 42 ]                                           |
| 1975 ** | Luis Tiant                                              | Boston Red Sox #                                        | miotacz                                                 | [ 43 ]                                                  |
| 1976    | Johnny Bench *                                          | Cincinnati Reds                                         | łapacz                                                  | [ 44 ]                                                  |
| 1977    | Reggie Jackson *                                        | New York Yankees                                        | zapolowy                                                | [ 45 ] [ 46 ]                                           |
| 1978    | Bucky Dent                                              | New York Yankees                                        | łącznik                                                 | [ 47 ] [ 48 ]                                           |
| 1979    | Willie Stargell *                                       | Pittsburgh Pirates                                      | pierwszobazowy                                          | [ 49 ] [ 50 ]                                           |
| 1980 ** | Tug McGraw                                              | Philadelphia Phillies                                   | miotacz                                                 | [ 51 ] [ 52 ]                                           |
| 1981    | Ron Cey                                                 | Los Angeles Dodgers                                     | trzeciobazowy                                           | [ 53 ] [ 54 ]                                           |
| 1982 ** | Bruce Sutter *                                          | St. Louis Cardinals                                     | miotacz                                                 | [ 55 ] [ 56 ]                                           |
| 1983    | Rick Dempsey                                            | Baltimore Orioles                                       | łapacz                                                  | [ 4 ] [ 57 ]                                            |
| 1984 ** | Jack Morris                                             | Detroit Tigers                                          | miotacz                                                 | [ 4 ] [ 58 ]                                            |
| 1985    | Bret Saberhagen                                         | Kansas City Royals                                      | miotacz                                                 | [ 4 ] [ 59 ]                                            |
| 1986    | Ray Knight                                              | New York Mets                                           | trzeciobazowy                                           | [ 4 ] [ 60 ]                                            |
| 1987    | Frank Viola                                             | Minnesota Twins                                         | miotacz                                                 | [ 4 ] [ 61 ]                                            |
| 1988    | Orel Hershiser                                          | Los Angeles Dodgers                                     | miotacz                                                 | [ 4 ] [ 62 ]                                            |
| 1989    | Dave Stewart                                            | Oakland Athletics                                       | miotacz                                                 | [ 4 ] [ 63 ]                                            |
| 1990 ** | Billy Hatcher                                           | Cincinnati Reds                                         | zapolowy                                                | [ 64 ]                                                  |
| 1991    | Jack Morris (2)                                         | Minnesota Twins                                         | miotacz                                                 | [ 4 ] [ 65 ]                                            |
| 1992 ** | Dave Winfield *                                         | Toronto Blue Jays                                       | zapolowy                                                | [ 4 ] [ 66 ]                                            |
| 1993    | Paul Molitor *                                          | Toronto Blue Jays                                       | designated hitter                                       | [ 4 ] [ 67 ]                                            |
| 1994    | World Series nie odbyły się z powodu strajku zawodników | World Series nie odbyły się z powodu strajku zawodników | World Series nie odbyły się z powodu strajku zawodników | World Series nie odbyły się z powodu strajku zawodników |
| 1995    | Tom Glavine *                                           | Atlanta Braves                                          | miotacz                                                 | [ 4 ] [ 68 ]                                            |
| 1996 ** | Cecil Fielder                                           | New York Yankees                                        | designated hitter                                       | [ 69 ] [ 70 ]                                           |
| 1997 ** | Moisés Alou                                             | Florida Marlins                                         | zapolowy                                                | [ 4 ] [ 71 ]                                            |
| 1998    | Scott Brosius                                           | New York Yankees                                        | trzeciobazowy                                           | [ 72 ] [ 73 ]                                           |
| 1999    | Mariano Rivera                                          | New York Yankees                                        | miotacz                                                 | [ 4 ] [ 74 ]                                            |
| 2000    | Derek Jeter                                             | New York Yankees                                        | łącznik                                                 | [ 75 ]                                                  |
| 2001 ## | Randy Johnson                                           | Arizona Diamondbacks                                    | miotacz                                                 | [ 4 ] [ 76 ]                                            |
| 2001 ## | Curt Schilling                                          | Arizona Diamondbacks                                    | miotacz                                                 | [ 4 ] [ 76 ]                                            |
| 2002    | Troy Glaus                                              | Anaheim Angels                                          | trzeciobazowy                                           | [ 77 ]                                                  |
| 2003    | Josh Beckett                                            | Florida Marlins                                         | miotacz                                                 | [ 78 ]                                                  |
| 2004 ** | Keith Foulke                                            | Boston Red Sox                                          | miotacz                                                 | [ 79 ] [ 80 ]                                           |
| 2005    | Jermaine Dye                                            | Chicago White Sox                                       | zapolowy                                                | [ 4 ] [ 81 ]                                            |
| 2006    | David Eckstein                                          | St. Louis Cardinals                                     | łącznik                                                 | [ 4 ] [ 82 ]                                            |
| 2007 ** | Jonathan Papelbon ***                                   | Boston Red Sox                                          | miotacz                                                 | [ 83 ]                                                  |
| 2008    | Cole Hamels ***                                         | Philadelphia Phillies                                   | miotacz                                                 | [ 84 ]                                                  |
| 2009 ** | Alex Rodriguez                                          | New York Yankees                                        | trzeciobazowy                                           | [ 85 ]                                                  |
| 2010 ** | Tim Lincecum ***                                        | San Francisco Giants                                    | miotacz                                                 | [ 86 ] [ 87 ]                                           |
| 2011    | David Freese ***                                        | St. Louis Cardinals                                     | trzeciobazowy                                           | [ 88 ]                                                  |
| 2012    | Pablo Sandoval ***                                      | San Francisco Giants                                    | trzeciobazowy                                           | [ 89 ]                                                  |
| 2013    | David Ortiz                                             | Boston Red Sox                                          | DH/pierwszobazowy                                       | [ 90 ]                                                  |
| 2014    | Madison Bumgarner ***                                   | San Francisco Giants                                    | miotacz                                                 | [ 91 ]                                                  |
| 2015 ** | Wade Davis ***                                          | Kansas City Royals                                      | miotacz                                                 | [ 92 ]                                                  |
| 2016 ** | Jon Lester ***                                          | Chicago Cubs                                            | miotacz                                                 | [ 93 ]                                                  |
| 2017 ## | José Altuve ***                                         | Houston Astros                                          | drugobazowy                                             | [ 94 ]                                                  |
| 2017 ## | Justin Verlander ***                                    | Houston Astros                                          | miotacz                                                 | [ 94 ]                                                  |
| 2018 ** | David Price ***                                         | Boston Red Sox                                          | miotacz                                                 | [ 95 ]                                                  |
| 2019 ## | Juan Soto ***                                           | Washington Nationals                                    | zapolowy                                                | [ 96 ]                                                  |
| 2019 ## | Stephen Strasburg ***                                   | Washington Nationals                                    | miotacz                                                 | [ 96 ]                                                  |

### Legenda
| Rok          | Rok przyznania nagrody                              |
| Zawodnik (X) | Zawodnik (wybór kolejny)                            |
| ##           | Sezon, w którym nagrodę przyznano dwóm zawodnikom   |
| **           | Zawodnik nie zdobył MVP World Series (1955–do dziś) |
| *            | Członek Baseball Hall of Fame                       |
| ***          | Zawodnik aktywny                                    |
| #            | Przegrany zespół w World Series                     |